# Jon Paul Steuer
Jon Paul Steuer (ur. 27 marca 1984 w Escondido, w stanie Kalifornia, zm. 1 stycznia 2018 w Portland, w stanie Oregon) – amerykański aktor dziecięcy oraz muzyk.

## Życiorys
Jako aktor dziecięcy występował do 12 roku życia pojawiając się między innymi w serialu Star Trek: Następne pokolenie oraz w takich produkcjach filmowych jak Grace w opałach czy Spóźnieni na obiad. Po zakończeniu kariery aktorskiej, zajął się muzyką. W latach 2005–2009 był członkiem i wokalistą zespołu Soda Pop Kids, a następnie P.R.O.B.L.E.M.S. W 2015 otworzył także restaurację wegańską w Portland.

## Filmografia

### Filmy fabularne
- 1991: Late for Dinner
- 1994: Little Giants

### Filmy TV
- 1993: When Love Kills: The Seduction of John Hearn

### Seriale TV
- 1989: Day by Day
- 1990: Star Trek: Następne pokolenie jako Alexander Rozhenko
- 1991: Homefront
- 1993: Cudowne lat
- 1993–1996: Grace w opałach